# TDRS-M
O TDRS-M é um satélite de comunicação geoestacionário estadunidense que está sendo construído pela Boeing. Ele vai ser operado pela NASA. O satélite será baseado na plataforma BSS-601HP e sua expectativa de vida útil será de 15 anos. O mesmo está programado para ser lançado ao espaço no ano de 2016.